# Katarzyna Pawłowska
Katarzyna Pawłowska (Ostrów Wielkopolski, 16 agosto 1989) è un'ex pistard e ciclista su strada polacca. Nel 2012 e nel 2013 ha vinto il titolo mondiale nello scratch su pista, nel 2016 il titolo mondiale nella corsa a punti.

## Palmarès

### Pista
- 2012

Campionati del mondo, Scratch
- 2013

2ª prova Coppa del mondo 2012-2013, Inseguimento individuale (Aguascalientes)
2ª prova Coppa del mondo 2012-2013, Corsa a punti (Aguascalientes)
Campionati del mondo, Scratch
Grand Prix Galychyna, Omnium
Grand Prix Galychyna, Corsa a punti
Grand Prix Prostějov - Memorial Otmar Maleček, Corsa a punti
Grand Prix of Poland, Scratch
Campionati polacchi, Inseguimento individuale
Campionati polacchi, Omnium
- 2014

3ª prova Coppa del mondo 2013-2014, Omnium (Guadalajara)
Grand Prix Galychyna, Scratch
Grand Prix Galychyna, Omnium
- 2015

Campionati europei, Corsa a punti
- 2016

Campionati del mondo, Corsa a punti
Grand Prix of Poland, Inseguimento a squadre (con Edyta Jasińska, Natalia Rutkowska e Malgorzata Wojtyra)
- 2017

Grand Prix Minsk, Corsa a punti
Campionati polacchi, Omnium
- 2019

Grand Prix Minsk, Scratch
Grand Prix Minsk, Inseguimento a squadre (con Karolina Karasiewicz, Lucja Pietrzak e Nikol Płosaj)

### Strada
- 2012 (UKS Jedynka Limaro Kórnik, una vittoria)

Campionati polacchi, Prova in linea
- 2013 (GSD Gestion-Kallisto, cinque vittorie)

Campionati polacchi, Prova a cronometro
3ª tappa Tour de Bretagne (Pipriac > La Chapelle-Bouëxic)
3ª tappa Tour en Limousin (Saint-Brice-sur-Vienne > Saint-Junien)
4ª tappa Tour en Limousin (Saint-Denis-de-Jouhet > Saint-Denis-de-Jouhet)
Classifica generale Tour en Limousin
- 2016 (Boels-Dolmans Cycling Team, due vittorie)

1ª tappa Tour de l'Ardèche (La Voulte-sur-Rhône > Beauchastel)
2ª tappa Tour de l'Ardèche (Privas > Villeneuve-de-Berg)
- 2017 (Boels-Dolmans Cycling Team, tre vittorie)

Campionati polacchi, Prova a cronometro
1ª tappa Tour de l'Ardèche (Le Pouzin > Beauchastel)
2ª tappa Tour de l'Ardèche (Orange > Orange)

#### Altri successi
- 2013 (GSD Gestion-Kallisto)

Classifica scalatrici Tour de Bretagne
- 2016 (Boels-Dolmans Cycling Team)

Vargarda UCI Women's WorldTour TTT (cronosquadre)
- 2017 (Boels-Dolmans Cycling Team)

2ª tappa Healthy Ageing Tour (Baflo, cronosquadre)

## Piazzamenti

### Grandi Giri
- Giro d'Italia

2014: 32ª
2015: 64ª

### Competizioni mondiali
- Campionati del mondo su pista

Ballerup 2010 - Inseg. a squadre: 12ª
Apeldoorn 2011 - Inseg. a squadre: 14ª
Melbourne 2012 - Omnium: 8ª
Melbourne 2012 - Scratch: vincitrice
Melbourne 2012 - Inseg. individuale: 15ª
Minsk 2013 - Scratch: vincitrice
Minsk 2013 - Inseg. a squadre: 4ª
Minsk 2013 - Omnium: 4ª
Cali 2014 - Scratch: 2ª
Cali 2014 - Inseg. a squadre: 4ª
Cali 2014 - Omnium: 6ª
St. Quentin-en-Yvelines 2015 - Corsa a punti: 17ª
St. Quentin-en-Yvelines 2015 - Inseg. a squadre: 10ª
St. Quentin-en-Yvelines 2015 - Scratch: 16ª
Londra 2016 - Inseg. a squadre: 7ª
Londra 2016 - Corsa a punti: vincitrice
Apeldoorn 2018 - Inseg. a squadre: 8ª
Apeldoorn 2018 - Corsa a punti: 18ª
Berlino 2020 - Inseg. a squadre: 11ª
- Campionati del mondo su strada

Toscana 2013 - In linea Elite: ritirata
Ponferrada 2014 - Cronosquadre: 5ª
Ponferrada 2014 - Cronometro Elite: 42ª
Richmond 2015 - Cronosquadre: 2ª
Richmond 2015 - Cronometro Elite: 20ª
Doha 2016 - Cronometro Elite: 9ª
Doha 2016 - In linea Elite: 13ª
- Giochi olimpici

Londra 2012 - In linea: 11ª

### Competizioni europee
- Campionati europei su pista

Minsk 2009 - Scratch Under-23: 10ª
Minsk 2009 - Inseg. individuale Under-23: 10ª
S. Pietroburgo 2010 - Inseg. a squadre Under-23: 2ª
S. Pietroburgo 2010 - Corsa a punti Under-23: 7ª
S. Pietroburgo 2010 - Inseg. individ. Under-23: 10ª
Apeldoorn 2011 - Inseg. a squadre Under-23: 2ª
Apeldoorn 2011 - Corsa a punti Under-23: 3ª
Apeldoorn 2011 - Inseg. individuale Under-23: 2ª
Apeldoorn 2011 - Corsa a punti: 2ª
Panevėžys 2012 - Inseguimento a squadre: 2ª
Panevėžys 2012 - Omnium: 3ª
Apeldoorn 2013 - Inseguimento a squadre: 2ª
Grenchen 2015 - Corsa a punti: vincitrice
Grenchen 2015 - Scratch: 4ª
Grenchen 2015 - Inseguimento individuale: 6ª
St. Quentin-en-Yv. 2016 - Inseg. a squadre: 2ª
St. Quentin-en-Yv. 2016 - Corsa a punti: 3ª
St. Quentin-en-Yv. 2016 - Corsa a eliminazione: 6ª
Berlino 2017 - Inseguimento a squadre: 3ª
Berlino 2017 - Omnium: 9ª
- Campionati europei su strada

Stresa 2008 - Cronometro Under-23: 33ª
Plumelec 2016 - Cronometro Elite: 8ª
Plumelec 2016 - In linea Elite: 62ª
Herning 2017 - Cronometro Elite: 7ª
Herning 2017 - In linea Elite: 86ª
Glasgow 2018 - In linea Elite: ritirata
Glasgow 2018 - Cronometro Elite: 22ª
- Giochi europei

Minsk 2019 - Inseg. a squadre: 3ª